# Lamberto Bergamini
Lamberto Bergamini (Pisa, 14 gennaio 1885 – Milano, 1957) è stato un tenore italiano.

## Biografia
Allievo del maestro Mario Pieraccini a Milano, debuttò in teatro a Legnago nella Favorita di Donizetti, nel ruolo di Fernando. Nel 1911 cantò Don Pasquale e Fedora al Teatro Chiabrera di Savona, opera ripetuta anche nella sua città, Pisa, assieme al concittadino Vicleffo Scamuzzi.
Fu molto attivo al teatro dell'Opera di Roma (prima Teatro Costanzi) nella Favorita, nella Fatma di Schenardi (Prima assoluta), nella Mignon di Thomas (in italiano) nel 1916, Il barbiere di Siviglia di Rossini con la De Hidalgo, La traviata con Rosina Storchio e Giuseppe Danise, La bohème di Giacomo Puccini nel 1918 e nell'opera Il Dibuk di L.Rocca nel 1935.
Cantò ruoli da protagonista in numerosi teatri d'Italia, tra cui il Teatro Petruzzelli di Bari (La traviata, Werther, La Bohème), Teatro Filarmonico di Verona (Fenton nel Falstaff di Verdi), al Teatro alla Scala di Milano, Teatro Comunale di Modena, Teatro Carlo Felice di Genova, Teatro Regio di Parma, Teatro Morlacchi di Perugia, Teatro Sociale di Trento, Teatro Massimo di Palermo, e all'estero cantò in una tournée in Brasile (con certezza a S.Paolo e Rio de Janeiro), al Teatro Colyseo di Buenos Aires, in Uruguay presso il Teatro Solis di Montevideo nel 1914 ne La bohème e nel 1925 La cena delle beffe di Giordano con Apollo Granforte e Tancredi Pasero, a Bastia in Corsica nel 1914, a Montecarlo (Sala Garnier) nel 1919 e in un'importante produzione di Norma all'Opèra di Parigi, a fianco di Gina Cigna, Francesco Merli (Pollione) e Tancredi Pasero (Oroveso), nel ruolo di Flavio, nel 1935.
Negli ultimi anni della sua carriera si è dedicato ai ruoli di fianco, seppure in cast importanti, tra cui ha preso parte al Teatro Reale dell'Opera di Roma al Werther di Massenet, insieme a Tito Schipa (Werther), Licia Albanese e Gianna Pederzini, diretti dal maestro Tullio Serafin, ed ha cantato il ruolo di Nereo nel Mefistofele di Boito, a fianco di Ezio Pinza (protagonista), Giovanni Malipiero (Faust) e Pia Tassinari (Margherita) nel 1936 (l'anno prima con la stessa opera aveva inaugurato il nuovo teatro di Adria, a fianco di Rosetta Pampanini, il grande basso Tancredi Pasero nel ruolo di Mefistofele, il tenore Malipiero e Giulietta Simionato nel ruolo di Elena). 
Concluse la sua attività intorno al 1948, presso il Teatro Grattacielo di Genova.
Prese parte anche ad alcune prime assolute di opere: la Fatma di Tito Schenardi al Teatro Costanzi (dell'Opera) di Roma e l'Orseolo di Ildebrando Pizzetti per il 2º Maggio Musicale Fiorentino nel 1935, al Teatro Comunale di Firenze.

## Incisioni
Vanta anche alcune registrazioni discografiche presso la Società Italiana del Grammofono, effettuate nel 1918 e 1919:
- 2 054081 - La traviata - "Libiamo nei lieti calici" - con Graziella Pareto
- 7 054079 - Rigoletto - Duetto "È il sol dell'anima" - con Graziella Pareto
- 7-252122 - Mefistofele - Dai campi dai prati - R 5503
- 7-252123 - Mefistofele - Giunto sul passo estremo - R 5503
- 2-0252038 - Werther - Ma come dopo il nembo - S 3692